# 350 Park Avenue
350 Park Avenue es un rascacielos de uso mixto diseñado por Foster and Partners y desarrollado por Vornado Realty Trust y Rudin Management, propuesto para ser construido en Midtown Manhattan en Nueva York. El edificio se elevaría 483 metros y su superficie se destinaría a uso comercial.

## Historia
Inicialmente la empresa Vornado Realty Trust propuso en 2019 la construcción de un rascacielos en la localización planeada. El primer diseño, realizado por Foster and Partners, consistía en una torre de 460 metros con una fachada escalonada dividida en secciones inclinadas. El rascacielos contendría zonas verdes y estaría coronado por dos antenas.
En enero de 2023, el fondo de activos Citadel propuso la construcción de un rascacielos en el mismo lugar, habiendo adquirido en 2022 la superficie donde se construiría. Planeó la construcción de un rascacielos de 410 metros y 160,000 m² destinados a oficinas, de los cuales el 54% serían ocupados por Citadel.
El nuevo diseño de la torre fue encargado de nuevo a Foster and Partners. Establece una altura máxima de 490 metros y 62 plantas, con una fachada escalonada que reduce progresivamente la anchura del edificio, similar a la del cercano 270 Park Avenue, de la misma firma de arquitectos.
Para permitir la construcción del rascacielos, Citadel y Rudin Management tuvieron que comprar los derechos aéreos de la Iglesia Episcopal de San Bartolomé y de la Catedral de San Patricio, ambas próximas a la torre. Los planes para el 350 Park Avenue fueron enviados al Departamento de Edificación de Nueva York en enero de 2025 para iniciar el proceso de revisión pública del proyecto.